# Бад Лаер
Бад Лаер (њем. Bad Laer) општина је у њемачкој савезној држави Доња Саксонија. Једно је од 34 општинска средишта округа Оснабрик. Према процјени из 2010. у општини је живјело 9.248 становника. Посједује регионалну шифру (AGS) 3459005.

## Географски и демографски подаци
Бад Лаер се налази у савезној држави Доња Саксонија у округу Оснабрик. Општина се налази на надморској висини од 79 метара. Површина општине износи 46,8 km². У самом мјесту је, према процјени из 2010. године, живјело 9.248 становника. Просјечна густина становништва износи 198 становника/km².